# Desaparición de Lucas Tronche

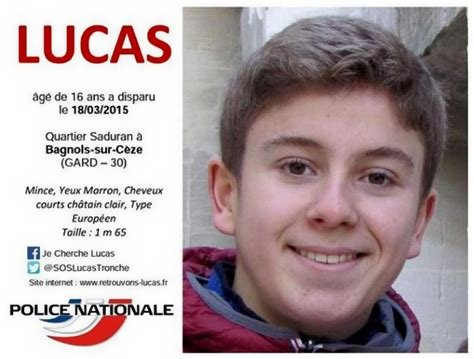
Aviso de búsqueda de Lucas Tronche difundido en el sur de Francia.

Lucas Tronche (18 de abril de 1999 - desaparecido el 18 de marzo de 2015) fue un francés que desapareció de su ciudad natal de Bagnols-sur-Cèze en el departamento de Gard del sur de Francia a la edad de 15 años y medio. 
Sus restos óseos fueron encontrados en junio de 2021 en una zona donde solía ir a recoger rocas debido a su afición a la geología, pero no se conoce la causa de su muerte, sin embargo se tienen sospechas de una muerte accidental o de un suicidio.

## Biografía
Lucas Tronche nació el 18 de abril de 1999 y era el menor de tres hermanos. Sus padres, Nathalie y Éric, eran ingenieros de la Comisión Francesa de Energías Alternativas y Energía Atómica en el Complejo Nuclear de Marcoule.
La familia y amigos de Lucas lo describieron como un adolescente equilibrado, feliz, amable y servicial que amaba a los animales y la naturaleza y no le gustaba decepcionar a los demás. Se lo describió como un chico de 15 años sin problemas personales o familiares. Estaba en su primer año del sistema de secundaria francés de tres años en el Lycée Albert Einstein en Bagnols-sur-Cèze. Según los maestros, era un buen estudiante y quería convertirse en veterinario. Era introvertido, pero sociable y apasionado por la exploración, ya que había sido miembro de su tropa local de exploradores durante varios años. También practicaba bádminton y natación. Raramente usaba las redes sociales, pero a menudo estaba en Snapchat. En el momento de su desaparición, él y su familia estaban planeando un viaje a los Estados Unidos. 

## Desaparición
A las 5.10 p. m. del miércoles 18 de marzo de 2015, Lucas había planeado ir en su patinete a una parada de autobús para ir a la piscina pública en Laudun-l'Ardoise donde practicaba natación con su hermano Valentin de 17 años. Valentín se fue antes que Lucas, esperando que Lucas se uniera a él en la parada del autobús. Lucas salió de la casa familiar y cerró la puerta, pero no apareció en la parada del autobús. Valentín intentó contactar a Lucas alrededor de las 5.30 p. m., pero el teléfono móvil de Lucas estaba apagado. El análisis técnico revelaría más tarde que el teléfono de Lucas estaba apagado a las 5.14 p. m., unos minutos antes de que saliera de su casa. Lucas se fue sin su equipo de natación, pero se fue con una mochila que contenía muy pocos artículos. No llevaba dinero, un saco de dormir o un cuchillo con él, artículos que, como explorador entusiasta con un buen conocimiento de la supervivencia al aire libre, habría sabido llevar si hubiera planeado salir de casa. Sus intenciones después de salir de la casa siguen siendo desconocidas. 
Alrededor de las 8 p. m., Nathalie Tronche fue a la parada de autobús para recoger a Valentín y Lucas. Valentín le dijo a su madre que Lucas no había ido a la piscina; Valentín asumió que Lucas había perdido el autobús y se había quedado en casa. Nathalie había estado en casa las últimas dos horas, por lo que sabía que Lucas no estaba allí. Nathalie contactó a A&E para ver si Lucas podría haber tenido un accidente y estuviese en el hospital. Luego contactó a los amigos de Lucas, ninguno de los cuales sabía de su paradero. Después de eso, contactó a la policía, que abrió una investigación de personas desaparecidas. Éric Tronche fue informado de la desaparición de su hijo cuando regresó a casa del trabajo alrededor de las 11 de la noche.

## Investigación
La policía abrió una "investigación sobre una desaparición preocupante" en la noche del 18 de marzo de 2015, inmediatamente después de ser contactada por Nathalie Tronche. El 25 de marzo, la investigación fue tomada por el Servicio de Policía Judicial Regional de Montpellier (SRPJ) y por la Oficina central para la represión de la violencia sobre las personas. Lucas no se ajustaba al perfil de un fugitivo, y el 30 de marzo, la oficina del fiscal en Nimes abrió una investigación judicial sobre secuestro y confinamiento ilegal. Debido al perfil de Lucas y la falta de pruebas, se descartaron algunas teorías como el suicidio y la huida a Oriente Medio para luchar a favor o en contra del Estado Islámico. 
La policía entrevistó a los amigos, maestros, entrenadores deportivos y compañeros de equipo de Lucas en múltiples ocasiones, así como a los conductores que habían pasado por Bagnols-sur-Cèze el día de su desaparición. Se envió una solicitud judicial formal a las autoridades de los Estados Unidos para acceder a las conversaciones e intercambios de Lucas en Snapchat, que se eliminan de la aplicación después de unos segundos pero permanecen en los servidores de Snapchat. La solicitud fue concedida pero las actividades de Snapchat no revelaron nada que ayudase en la investigación. El ordenador y la tableta de Lucas fueron incautados y revisados, pero no se encontró nada de interés. 
Varios testigos informaron haber visto a una persona que podía haber sido Lucas unas horas después de su desaparición. Un vecino afirmó haber visto a Lucas entre las 5.15 y las 5.30 de la tarde del día de su desaparición, bajando el chemin de Saduran hacia los viñedos, en dirección opuesta a la piscina. A 500 metros de ese punto, otra mujer informó que al mediodía del jueves 19 de marzo, vio a alguien que podría haber sido Lucas, cruzando el campo frente a su granja. Un perro siguió el rastro de la persona hacia el norte durante un kilómetro. También el 19 de marzo, a las 6.30 p. m., Rachid Ghamri, un amigo de la familia Tronche, estaba buscando voluntarios cuando vio la silueta distante de una persona con una apariencia juvenil parada en la cima de una colina. Ghamri tomó una fotografía, pero debido al hecho de que estaba anocheciendo, la fotografía no salió clara y la persona no pudo ser identificada. Más tarde, otro equipo de voluntarios afirmó haber visto a Lucas en las colinas de Saint-Gervais a las 10:30 horas del lunes 23 de marzo. La persona que se creía que era Lucas fue vista observando a los trabajadores de los viñedos antes de desaparecer en el bosque. Una semana después de la desaparición, un motociclista de 25 años que pasaba por un pueblo vecino informó haber visto a Lucas en la tarde del 23 de marzo. Supuestamente el chico caminaba con una mochila por un camino hacia Esbrezun, una aldea en la comuna de Saint-André-de-Roquepertuis, en dirección a una colina. El área fue registrada por perros y un helicóptero. En un supuesto avistamiento final, un adolescente y su padre informaron haber visto a Lucas la tarde del sábado 28 de marzo en una tienda en Le Pontet, en el departamento de Vaucluse. Al parecer lo acompañaba una mujer de 45 a 50 años. Las investigaciones sobre esta pista resultaron infructuosas.
Pocos días después de la desaparición de Lucas, los investigadores utilizaron Luminol, un producto que reacciona a la presencia de sangre, para buscar posibles rastros de ADN en el dormitorio de Lucas y el resto de la casa. Se encontraron algunos rastros de sangre en la alfombra junto a su cama y se examinaron para determinar si eran sangre o simplemente el Luminol que reaccionaba a un producto de limpieza doméstico. Se realizaron nuevas pruebas en mayo de 2017. No se han publicado resultados de ninguna de las pruebas. 
En octubre de 2015, siete meses después de la desaparición de Lucas, sus padres comenzaron a recibir extrañas cartas anónimas, informándoles que Lucas tenía buena salud y que no tenían que preocuparse. Se enviaron un total de once cartas hasta principios del verano de 2016, cuando los investigadores lograron identificar al remitente gracias a una cámara de CCTV en la oficina de clasificación desde donde se envió una de las cartas el 12 de julio de 2016. Sin embargo, resultó que el remitente era un mitómano de 57 años de Valence que no tenía nada que ver con la desaparición de Lucas. En octubre de 2017, un tribunal de Nimes lo sentenció a un año de prisión.
En diciembre de 2016, la Policía Nacional de Francia publicó un boceto compuesto en un intento de localizar a un testigo visto por un transeúnte cerca de la casa de Lucas el día de su desaparición. El boceto se modificó y se hizo más preciso en septiembre de 2017.
El 1 de marzo de 2016, casi un año después de la desaparición de Lucas, en Clarensac, un pueblo a 62 km de Bagnols-sur-Cèze, Antoine Zoia, de 16 años, desapareció después de salir de su casa alrededor de las 13:30 horas. Antoine era un estudiante de segundo año de secundaria que se especializaba en Ciencias en el Lycée Albert Camus en Nimes y su personalidad se consideraba similar a la de Lucas. Antoine fue visto por última vez comprando un paquete de cigarrillos en un estanco. Se inició una investigación para establecer si podría haber un vínculo entre estas dos desapariciones de adolescentes con características similares en lugares cercanos en menos de un año. Sin embargo, el 2 de octubre de 2018, el cuerpo esqueletizado de Antoine fue encontrado colgado de un árbol en un área boscosa remota cerca de Clarensac; no hubo juego sucio involucrado en su muerte.
El 11 de enero de 2018, los investigadores comenzaron a examinar si Nordahl Lelandais, el principal sospechoso de la desaparición de Maëlys de Araujo en agosto de 2017, podría estar relacionado con ambas desapariciones. Lelandais había estado regularmente en Gard y tenía parientes cerca de Bagnols-sur-Cèze. El 27 de febrero de 2018, fue liberado como sospechoso de la desaparición de Lucas después de que el análisis de su teléfono móvil lo ubicara a más de 160 km de distancia el día en cuestión.
El 18 de octubre de 2018, el testigo visto cerca de la parada de autobús el día de la desaparición de Lucas fue localizado e interrogado, pero la policía dijo que no había nada que lo vinculara con la desaparición.

## Iniciativas y esfuerzos de búsqueda.
La desaparición de Lucas provocó un torrente nacional de emoción y las autoridades, la familia de Lucas y muchos ciudadanos que no conocían a la familia llevaron a cabo muchas búsquedas. Ya el día después de la desaparición, los soldados patrullaron las áreas circundantes y organizaron numerosas búsquedas. Se buscaron colinas, acantilados y caminos en un radio de 4 km de la casa de Lucas y el río Cèze. Helicópteros con visión térmica, equipos de perros y personal de búsqueda y rescate en el agua también participaron en las búsquedas.
Se hicieron llamadas a testigos  y se renovaron regularmente. En los días posteriores a la desaparición de Lucas, más de 1,500 personas participaron en las búsquedas. Otras miles compartieron noticias en las redes sociales, publicando fotografías e información junto con el lema "Je cherche Lucas" ("Estoy buscando a Lucas"). Figuras públicas francesas como Maurane, Bernard Werber, Jean-Pierre Foucault, Rémi Gaillard y Renan Luce hicieron llamamientos públicos para encontrar a Lucas.
En los meses posteriores a la desaparición de Lucas, sus padres aparecieron en muchos programas de televisión para difundir el caso lo más ampliamente posible y ayudar a la investigación. Programas como Crímenes en directo: Mon enfant a disparu en NRJ 12 con Jean-Marc Morandini en noviembre de 2015; Toute une histoire en France 2 con Sophie Davant en enero de 2016; y Dans les yeux d'Olivier con Olivier Delacroix en septiembre de 2017. El caso también fue ampliamente reportado en programas de noticias de televisión como Sept à huit y 13 h 15, le samedi. 
Se colocaron carteles de búsqueda en más de 1,000 pueblos y ciudades de toda Francia. 
En octubre, se creó la organización sin ánimo de lucro Retrouvons Lucas ("Encontremos a Lucas") para continuar los esfuerzos para encontrarlo. 
El 19 de marzo de 2016, un año y un día después de la desaparición de Lucas, se liberó un globo en Bagnols-sur-Cèze y en otros 30 pueblos de Francia. 
En mayo de 2016, se lanzó una importante campaña de carteles en un intento de localizar a Lucas. Se instalaron pancartas gigantes de 4 por 3 metros en los bordes de las carreteras en los departamentos de Gard, Drôme y Vaucluse. Entre agosto y octubre de 2016, la compañía de carteles JCDecaux proporcionó vallas publicitarias en toda Francia de forma gratuita a Retrouvons Lucas, la primera vez que se tomó una medida de este tipo para una persona desaparecida en el país. Se transmitió un video publicitario de 10 segundos en las estaciones de servicio en toda Francia.
El 18 de marzo de 2017, el segundo aniversario de la desaparición de Lucas, se celebró en Bagnols-sur-Cèze una gran reunión, que incluyó otro lanzamiento de globos y a la que asistió el alcalde local. El evento también organizó un reto del maniquí, en el que participaron más de 200 personas, para mostrar cómo se había detenido el tiempo para la familia de Lucas desde el día en que desapareció.

## Hallazgo de los restos y prueba de ADN
A lo largo de los días 24 y 25 de junio de 2021, se encontraron en el fondo de un barranco de Bagnols-sur-Cèze algunos huesos y ropas que se sospechó podrían ser los restos del joven desaparecido. Se realizaron pruebas de ADN, que confirmaron eran los de Lucas Tronche.
Apasionado de la geología, frecuentaba esa zona para recoger rocas. Con la causa de muerte sin determinarse, las posibilidades barajaban una caída accidental, un suicidio o un homicidio.